# 法拉盛医院
法拉盛医疗中心（也称为法拉盛医院） 是纽约市最古老的医院之一。医院在1999年和紐約-長老會醫院合并，之后又与MediSys Health Network合并。该医院目前还隶属于纽约理工学院骨科医学院，为该学院骨科醫學学生提供临床轮换。

## 历史
医院成立于1884年，1951年医院第5,000名婴儿诞生。
1999年，医院遭到破产危机。
法拉盛医院是一家志愿医院，其医生及护工在2012年初受到财务困难的严重影响，2011年，该院被列为纽约市六家“情况危急”的医院之一，当时它属于MediSys 医疗网络的一部分。